# Zindžibár
Zindžibár (v anglickém přepisu Zinjibar, arabsky زِنْجِبَار‎) je přístavní město na jihu Jemenu, hlavní město kraje Zindžibár a guvernorátu Abjan. Leží u pobřeží Adenského zálivu, mezi vádími Bana a Hassan. V letech 1962–1967 byl Zindžibár hlavním městem sultanátu Fadhli, ačkoliv sídlo panovníka zůstalo v bývalém hlavním městě Shuqrah. K roku 2004 mělo město necelých 20 000 obyvatel. Jedná se zároveň o přímořské letovisko a trh s bavlnou, která se v regionu pěstuje.

## Historie
Zindžibár byl dlouhou dobu důležitým centrem obchodu s dálným východem. Roku 1163 bylo město vypáleno a zničeno. Keramika z 15. století z archeologického naleziště Mazda dokazuje, že došlo k obnovení a následně dalšímu zničení města během válek mezi jednotlivými kmeny o moc v regionu. Definitivní obnovu provedl až v 19. století panovník sultanátu Fadhli, Ahmed bin Abdullah.
Název Zindžibár pochází z perského složeného slova Zang-bâr (زنگبار), „pobřeží lidí tmavé pleti“. Stejný kořen má i slovo Zanzibar.

## Vzpoura v roce 2011
V květnu roku 2011, během probíhajících protestů, se města po těžkých bojích zmocnili islámští vojenští aktivisté z al-Káidy. Část obyvatel následně z města odešla do asi čtyřicet kilometrů vzdáleného Adenu. Dne 12. června 2012 byli bojovníci Ál-Káidy vyhnáni jemenskou armádou; téhož dne vládní jednotky opětovně dostaly pod kontrolu i nedaleké město Džaar.

## Konflikty v roce 2015
V březnu 2015 zabraly Zindžibár jednotky spojené s Hútíi a vyhnaly z města přívržence prezidenta Abda Rabúda Mansúra Hádího. Právě jeho jménem město několikrát bombardovala arabská koalice. V srpnu se město pokusily dobýt zpět vládní jednotky; podařilo se jim to po dvou dnech, 10. srpna. O den později ovládli i zbytek guvernorátu Abjan. Dne 2. prosince 2015 byly Zindžibár a Džaar obsazeny teroristickou organizací Ansar aš-Šaría, odnoží al-Káidy.

## Konflikty v roce 2016
V květnu 2016, po dohodě s přívrženci prezidenta Hádího, se bojovníci al-Káidy ze Zindžibáru a Džaaru stáhli. V dalších měsících proběhlo několik menších konfliktů; 14. srpna se města ocitla pod plnou kontrolou provládních jednotek.